# Butan, Bulgarien
Butan (bulgariska: Бутан) är ett distrikt i Bulgarien.   Det ligger i kommunen obsjtina Kozloduj och regionen Vratsa, i den nordvästra delen av landet, 110 km norr om huvudstaden Sofia.
Trakten runt Butan består till största delen av jordbruksmark. Runt Butan är det ganska glesbefolkat, med 45 invånare per kvadratkilometer.